# Trachyspermum anethifolium
Trachyspermum anethifolium är en flockblommig växtart som först beskrevs av David Don, och fick sitt nu gällande namn av H.Wolff. Trachyspermum anethifolium ingår i släktet ajowaner, och familjen flockblommiga växter. Inga underarter finns listade i Catalogue of Life.